# Neoniphon opercularis
Neoniphon opercularis is een straalvinnige vissensoort uit de familie van eekhoorn- en soldatenvissen (Holocentridae). De wetenschappelijke naam van de soort is voor het eerst geldig gepubliceerd in 1831 door Valenciennes.